# Serafina
Serafina – żeński odpowiednik hebrajskiego imienia Serafin.
W Polsce pozostaje imieniem wybieranym rzadko, występuje w zgromadzeniach zakonnych. W styczniu 2024 r. w rejestrze PESEL, wśród publicznie dostępnych danych dotyczących osób żyjących, wykazano 260 kobiet o imieniu Serafina nadanym jako imię pierwsze.
Serafina imieniny obchodzi 29 lipca i 8 września.